# Kala/Balge
Kala/Balge es una localidad del estado de Borno, en Nigeria, con una población estimada en marzo de 2016 de 85 500 habitantes.
Se encuentra ubicada al noreste del país, cerca de la frontera con Camerún, Chad y Níger.